# Dark Legend
Pour le jeu de Data East portant le même titre, voir Outlaws of the Lost Dynasty.
Dark Legend (暗黒伝説 Ankoku Densetsu au Japon, The Legendary Axe II en Amérique du Nord) est un jeu vidéo de plates-formes et d'action développé par Victor Interactive Software et édité par NEC, sorti en 1990 sur PC-Engine. Il s'agit de la suite de The Legendary Axe.

## Accueil
- Tilt : 15/20[1]